# Proliferace

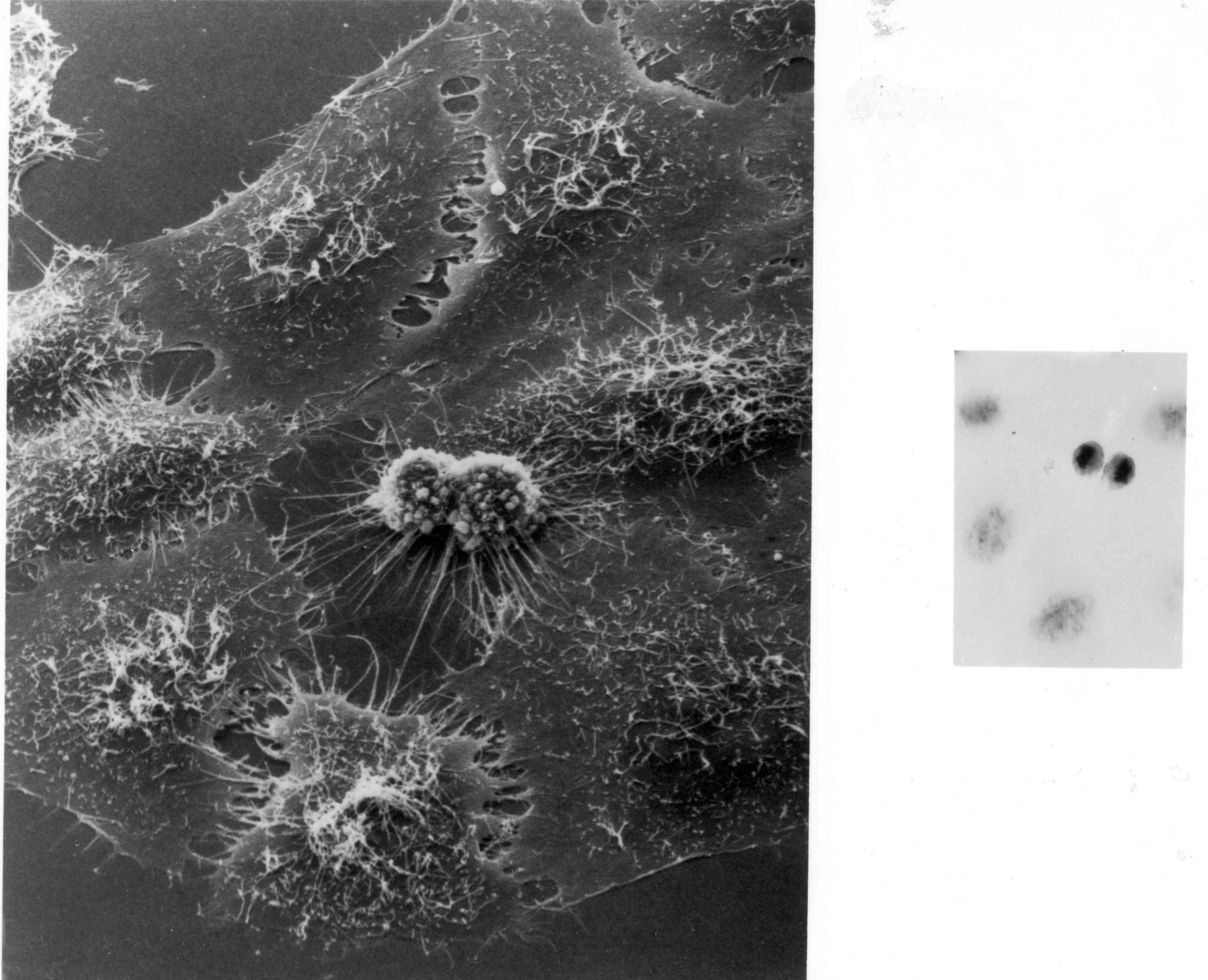
Proliferace buněk (viditelná je probíhající mitóza); zde konkrétně na modelu HeLa buněk

Proliferace (z lat. proles–potomstvo, fero–nesu) znamená hojné množení, bujení, novotvoření, například skupiny buněk. O proliferaci mluvíme u buněk nebo u skupin buněk, které mají vysokou mitotickou aktivitu, tedy se rychle a opakovaně množí. Proliferace umožňuje dva významné procesy:
- role v embryonálním vývoji – např. po oplození vajíčka dochází k jeho proliferaci a během několika dní vzniká morula, blastula a další stadia; selektivní proliferace některých tkání umožňuje vznik různých prostorových struktur v těle
- role v dospělém těle – udržování normálních tělních pochodů (např. krvetvorba je proliferací hematopoetických kmenových buněk) nebo obnovování některých tkání (obnova pokožky, obnova střevní sliznice).

Nekonečně mohou proliferovat pouze buňky s telomerázovou aktivitou (např. některé nádorové), jinak se poměrně rychle zkrátí telomery a buňky se přestanou dělit (Hayflickův limit).

## Typy proliferace buněk
Někdy se rozlišují tři typy proliferace buněk:
- Symetricky - vznikají dvě identické buňky
- Asymetricky - jedna si zachovává původní fenotyp („vzhled“), druhá je již jiná (diferenciovaná)
- Diferenciační dělení - obě nově vzniklé buňky mají i nový fenotyp, jsou dalším stupněm v dané diferenciační linii. Buňky v původní populaci rozhodují náhodně, která dá vzniknout buňkám stejného typu, jako byla ona sama, a která dá vzniknout buňkám diferenciovaným. [2]